# Zrnovci
Zrnovci (makedonska: Зрновци) är en ort i Nordmakedonien. Den är huvudort i kommunen med samma namn, i den östra delen av landet, 90 kilometer öster om huvudstaden Skopje. Zrnovci ligger 361 meter över havet och antalet invånare är 3 236.